# 1933 no teatro

## Eventos
- 2 de janeiro - Inauguração do Teatro Municipal Paulo Gracindo, em Petrópolis.

## Nascimentos
| Data           | Nome                 | Profissão                                                | Nacionalidade    | Observações | Ref |
| -------------- | -------------------- | -------------------------------------------------------- | ---------------- | ----------- | --- |
| 30 de março    | Jean-Claude Brialy   | ator, realizador e cenarista                             | França           | m. 2007     |     |
| 11 de agosto   | Jerzy Grotowski      | encenador                                                | Polónia          | m. 1999     |     |
| 25 de setembro | Ida Gomes            | atriz                                                    | Polónia / Brasil | m. 2009     |     |
| 25 de novembro | Dulcinéa de Oliveira | psicóloga, atriz, autora, diretora de teatro e escritora | Brasil           | m. 2007     |     |
| 12 de dezembro | José Maria Santos    | ator                                                     | Brasil           | m. 1990     |     |
| 14 de dezembro | Eva Wilma            | atriz                                                    | Brasil           |             |     |

## Mortes
| Data          | Nome                              | Profissão | Nacionalidade | Observações | Ref |
| ------------- | --------------------------------- | --------- | ------------- | ----------- | --- |
| 6 de dezembro | António Augusto de Chaby Pinheiro | ator      | Portugal      | n. 1873     |     |